# Helictotrichon armeniacum
Helictotrichon armeniacum là một loài thực vật có hoa trong họ Hòa thảo. Loài này được (Schischk.) Grossh. mô tả khoa học đầu tiên năm 1939.